# Oxychora batis
Oxychora batis là một loài bướm đêm trong họ Geometridae.